# Cardiff Metropolitan University Football Club
Maillots
Actualités
Dernière mise à jour : 10 septembre 2010.
Le Cardiff Metropolitan University Football Club est un club de football gallois basé dans la ville de Cardiff. Le club joue actuellement en première division.

## Histoire
Le Cardiff MU fut finaliste de la Coupe de la Ligue du Pays de Galles lors de la saison 2017-2018, mais ils l'ont remporté lors de la saison suivante, celle de 2018-2019.
Le club a aussi réussi à obtenir à la suite de cela, pour la première fois de son histoire, une place pour les tours de qualifications préliminaires en Ligue Europa pour la saison 2019-2020 en s’imposant face à Bala Town 1-1 (Victoire aux tirs au but 1-3). Pour cette qualification, le club a reçu la somme de 220 000 euros.
Par ailleurs l’équipe féminine de ce même club a aussi réussi à gagner une place pour les tours de qualifications préliminaires pour la Ligue des champions féminine de l’UEFA.

## Bilan sportif

### Palmarès
- Coupe de la Ligue
  - Vainqueur : 2019.
  - Finaliste : 2018 et 2022.

### Bilan européen
Note : dans les résultats ci-dessous, le score du club est toujours donné en premier.
| Saison    | Compétition  | Tour              | Club               | Domicile | Extérieur | Total  |
| --------- | ------------ | ----------------- | ------------------ | -------- | --------- | ------ |
| 1994-1995 | Coupe UEFA   | Tour préliminaire | GKS Katowice       | 0 - 2    | 0 - 6     | 0 - 8  |
| 1997-1998 | Coupe UEFA   | Premier tour Q    | Celtic FC          | 0 - 3    | 0 - 5     | 0 - 8  |
| 1999-2000 | Coupe UEFA   | Tour préliminaire | ND Gorica          | 1 - 0    | 0 - 2     | 1 - 2  |
| 2019-2020 | Ligue Europa | Tour préliminaire | Progrès Niederkorn | 2 - 1    | 0 - 1     | 2 - 2E |

Légende
- Victoire ou qualification pour le tour suivant
- Match nul
- Défaite ou élimination de la compétition